# Lamprophiidae
Lamprophiidae là một họ rắn được tìm thấy chủ yếu ở châu Phi, nhưng cũng sinh sống tại miền tây châu Á và miền nam châu Âu. Một ít loài cũng sinh sống tới khu vực đông nam châu Á. Tại thời điểm tháng 4 năm 2019 người ta công nhận 322 loài thuộc họ này.

## Sinh học
Lamprophiidae là nhóm rắn rất đa dạng. Nhiều loài sống trên mặt đất nhưng một số loài là đào bới (như Amblyodipsas), sống trên cây (như Langaha) hay bán thủy sinh (như Lycodonomorphus). Một số di chuyển nhanh (như Psammophis) trong khi một số lại chậm chạp (như Duberria). Chúng được tìm thấy trong sa mạc, đồng cỏ, rừng ôn đới và nhiệt đới, thảo nguyên và núi non. Thức ăn của chúng là bò sát, lưỡng cư, chim, thú, cá và động vật không xương sống. Một số loài sử dụng cơ chế xiết để làm ngạt thở con mồi (như Boaedon), trong khi các loài khác có nọc độc và nguy hiểm đối với con người (như Atractaspis). Hình thái học bộ răng trong phạm vi họ Lamprophiidae có lẽ là biến đổi nhiều hơn so với bất kỳ họ rắn nào khác. Phần lớn các loài là rắn đẻ trứng.

## Phân loại
Phần lớn các loài trong họ Lamprophiidae trong quá khứ được coi là thành viên của phân họ Lamprophiinae trong họ Colubridae. Phân loại dưới đây lấy theo Pyron et al. (2010), khi phát hiện cho rằng Lamprophiidae có quan hệ họ hàng gần hơn với Elapidae đã được lặp lại trong một số nghiên cứu khác. Cùng nhau các nhóm này tạo thành một nhóm mà người ta gọi là Elapoidea. Trên thực tế, một số nghiên cứu cho thấy Elapidae lồng sâu bên trong Lamprophiidae, một phát hiện mà nếu được xác nhận thì sẽ cần thiết phải có các sửa đổi phân loại học để phục hồi tính đơn ngành trong phạm vi Elapoidea.

## Chi và loài
- Incertae sedis[2]

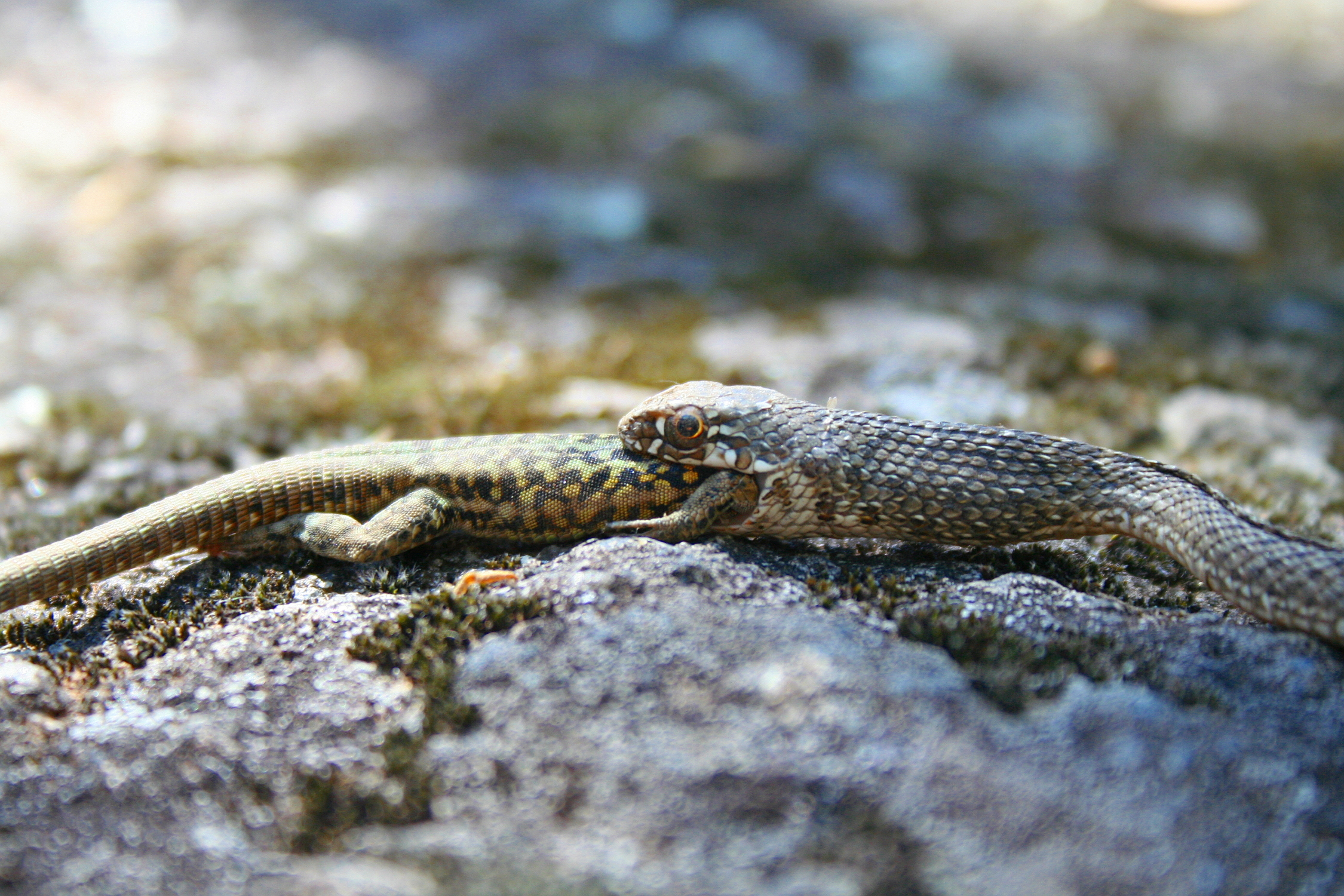
psammophiine, Malpolon monspessulanus

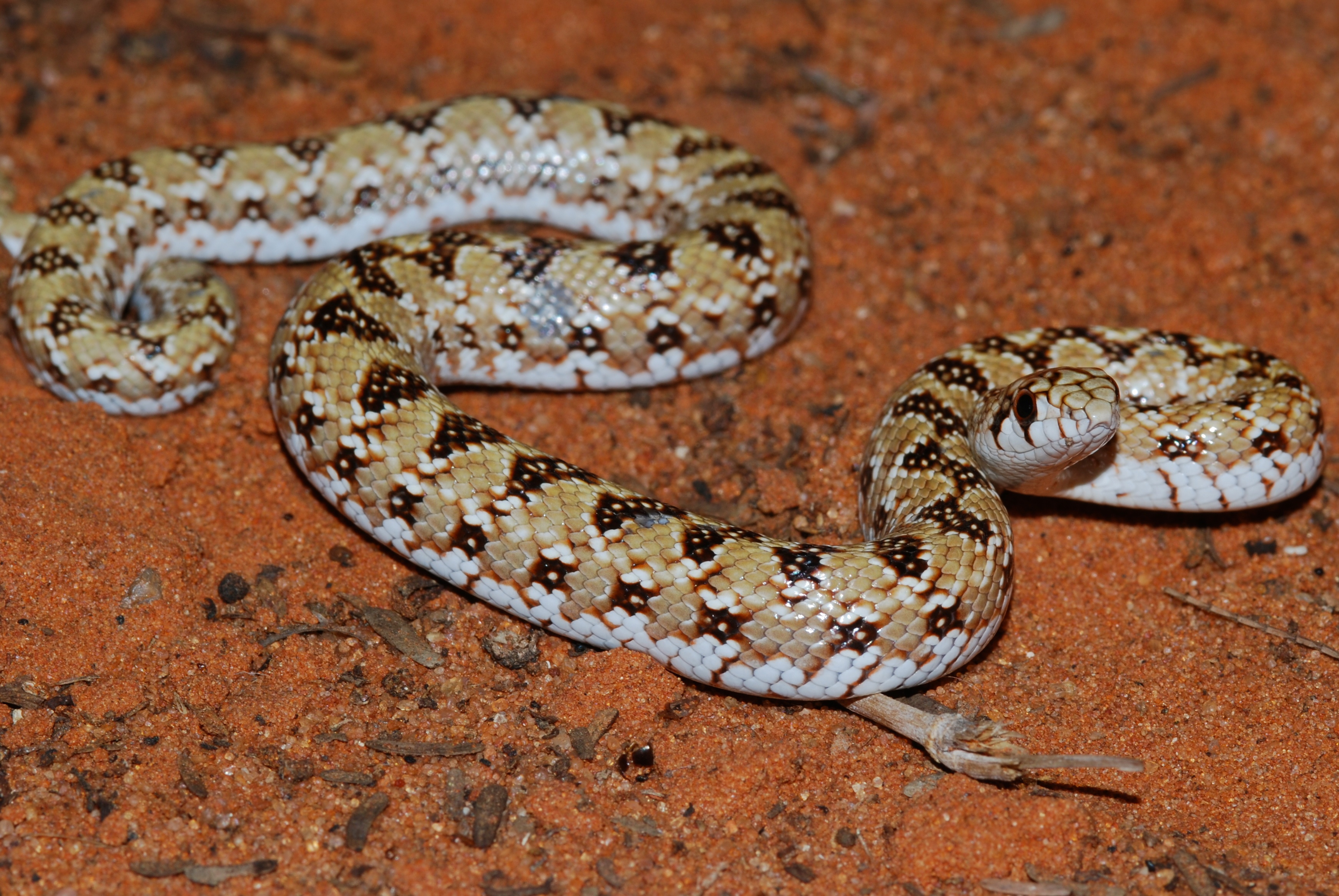
pseudaspidine, Pseudaspis cana

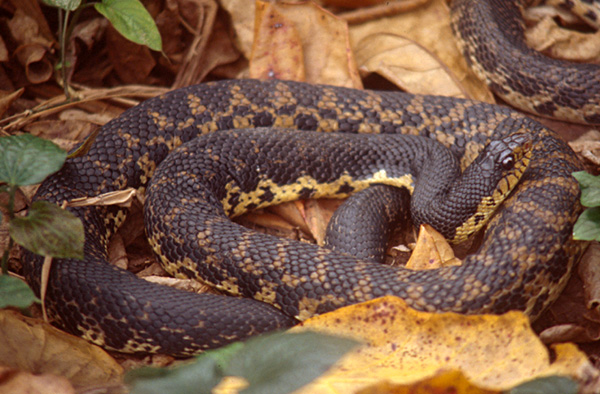
Một pseudoxyrhophiine, Leioheterodon madagascariensis

  - Buhoma Ziegler, Vences, Glaw & Böhme, 1997
  - Psammodynastes Günther, 1858
- Cyclocorinae Weinell & Brown, 2017[9]
  - Cyclocorus Duméril & Bibron, 1853
  - Hologerrhum Günther, 1858
  - Montaspis Bourquin, 1991
  - Oxyrhabdium Boulenger, 1893
- Aparallactinae Bourgeois, 1968[2][10] (đôi khi coi là một phần của Atractaspidinae)
  - Amblyodipsas W. Peters, 1857
  - Aparallactus A. Smith, 1849
  - Brachyophis Mocquard, 1888
  - Chilorhinophis F. Werner, 1907
  - Hypoptophis Boulenger, 1908
  - Macrelaps Boulenger, 1896
  - Micrelaps Boettger, 1880
  - Polemon Jan, 1858
  - Xenocalamus Günther, 1868
- Atractaspidinae Günther, 1858[2][10]
  - Atractaspis A. Smith, 1849
  - Homoroselaps Jan, 1858
- Lamprophiinae Fitzinger, 1843[2][10]
  - Boaedon A.M.C. Duméril, Bibron & A.H.A. Duméril, 1854
  - Bothrolycus Günther, 1874
  - Bothrophthalmus W. Peters, 1863
  - Chamaelycus Boulenger, 1919
  - Dendrolycus Laurent, 1956
  - Gonionotophis Boulenger, 1893
  - Gracililima Broadley, Tolley, Conradie, Wishart, Trape, Burger, Kusamba, Zassi-Boulou & Greenbaum, 2018 
  - Hormonotus Hallowell, 1857
  - Inyoka Kelly, Branch, Broadley, Barker & Villet, 2011
  - Lamprophis Fitzinger, 1843
  - Limaformosa Broadley, Tolley, Conradie, Wishart, Trape, Burger, Kusamba, Zassi-Boulou, & Greenbaum, 2018
  - Lycodonomorphus Fitzinger, 1843
  - Lycophidion Fitzinger, 1843
  - Pseudoboodon Peracca, 1897
- Prosymninae Kelly, Barker, Villet & Broadley, 2009[2][10]
  - Prosymna Gray, 1849
- Psammophiinae Dowling, 1967[2][10]
  - Dipsina Jan, 1862
  - Hemirhagerrhis Boettger, 1893
  - Malpolon Fitzinger, 1826
  - Mimophis Günther, 1868
  - Psammophis Fitzinger, 1826
  - Psammophylax Fitzinger, 1843
  - Rhagerhis W. Peters, 1862
  - Rhamphiophis W. Peters, 1854
- Pseudaspidinae Cope, 1893[2][10]
  - Pseudaspis Fitzinger, 1843
  - Pythonodipsas Günther, 1868
- Pseudoxyrhophiinae Dowling, 1975[2][10]
  - Alluaudina Mocquard, 1894
  - Amplorhinus A. Smith, 1847
  - Brygophis Domergue & Bour, 1989
  - Compsophis Mocquard, 1894
  - Ditypophis Günther, 1881
  - Dromicodryas Boulenger, 1893
  - Duberria Fitzinger, 1826
  - Elapotinus Jan, 1862
  - Heteroliodon Boettger, 1913
  - Ithycyphus Günther, 1873
  - Langaha Bonnaterre, 1790
  - Leioheterodon Boulenger, 1893
  - Liophidium Boulenger, 1896
  - Liopholidophis Mocquard, 1904
  - Lycodryas Günther, 1879
  - Madagascarophis Mertens, 1952
  - Micropisthodon Mocquard, 1894
  - Pararhadinaea Boettger, 1898
  - Parastenophis Nagy, Glaw & Vences, 2010
  - Phisalixella Nagy, Glaw & Vences, 2010
  - Pseudoxyrhopus Günther, 1881
  - Thamnosophis Jan, 1863